# ضغاطر
ضغاطر اسقف رومی بیزنطی شام در قرن هفتم میلادی بود.
سال ۶ یا ۷ هجری هنگامی که دحیه کلبی مأمور ارسال نامه محمد به هرقل پادشاه روم بود، هرقل پس از دریافت نامه به دحیه گفت: اکنون برو نزد ضغاطر و نامه او را به او هم برسان و ببین در این موضوع چه می‌گوید؟ دحیه نزد پاپ اعظم (ضغاطر) رفت و نامه را به وی داد. ضغاطر نامه را خواند و آن گاه به دحیه گفت: «سوگند به خداوند که صاحب تو پیغمبر مرسل است و ما او را به اوصافش می‌شناسیم و او را در کتاب‌های خود می‌یابیم». ضغاطر سپس به کلیسا رفت و گفت: «ای گروه ملت روم همانا از جانب احمد نامه‌ای به ما رسیده و ما را به سوی خداوند دعوت می‌کند و من شهادت می‌دهم که جز ذات مقدس خداوند معبودی مستحق ستایش نیست و محمد رسول و فرستاده پروردگار است». در آن هنگام جمعی از شنوندگان به ضغاطر حمله کردند و او را کشتند.